# Севастьянов, Олег Юрьевич
Олег Юрьевич Севастьянов (23 сентября 1948, Ашхабад, Туркменская ССР, СССР — 10 мая 2023, Нарва, Эстония") — советский и российский актёр театра и кино и российский и эстонский лютеранский священник.

## Биография
Родился 23 сентября 1948 года в Ашхабаде Туркменистана и Туркменистанской ССР. С шести лет играл на сцене. Школьником был ведущим детской программы на Туркменском телевидении. По окончании школы год работал ассистентом оператора в отделе кинохроники киностудии «Туркменфильм».
В 1973 году окончил Школу-студию МХАТ (курс В. П. Маркова).
В 1973–1977 годах — актёр Московского Театра имени Ленинского комсомола. Уйдя из театра, некоторое время работал в литературном музее А. П. Чехова, писал сценарии для редакции детской телепередачи «Спокойной ночи, малыши!».
В 1991 году стал лютеранским пастором — сказались корни по материнской линии (его мать была немкой). Служил в приходах города Москвы и под Санкт-Петербургом.
В США получил степень магистра богословия. Был миссионером-консультантом в Поволжье, а затем в Эстонии.
В сентябре 2005 года при его участии в Нарве возобновились лютеранские богослужения на русском языке, которые были прерваны около трёхсот лет назад.
Был священником Александровского лютеранского собора в Нарве и церкви Пеэтели в Таллине. Выполнял также волонтёрскую работу в тюрьме города Йыхви.
Будучи пастором, не оставлял своих занятий литературным творчеством. В 2012 году был опубликован его поэтический сборник «Шаги по пустыне».
Умер 10 мая 2023 года в Нарвe (Эстония). Прощание состоялось 13 мая в Александровском лютеранском соборе.

## Фильмография
- 1968 — Солдат и царица (короткометражный); скоморох (нет в титрах)
- 1973—1974 — Бронзовая птица (Жердяй)
- 1976 — 12 стульев (аптекарь)
- 1980 — Хлеб, золото, наган (бандит) (нет в титрах)
- 1984 — Капитан Фракасс (Блазиус — главная роль, комедиант)
- 1985 — И никто на свете… | І ніхто на світі (Соболевский)
- 1986 — В распутицу (эпизод)
- 1987 — Жил-был-Шишлов (Григулис)
- 1987 — К расследованию приступить |  Клевета | Наклеп | Фильм 2-й (эпизод)
- 1987 — Моя дорогая | Моя люба (Клименко)
- 1987 — Мужские портреты (Пётр Моисеев)
- 1989 — Возьми меня с собой (режиссёр-аферист)
- 1989 — Смиренное кладбище (Новиков, рабочий на кладбище)
- 1990 — По 206-й…(ЧНЗ — человек неопределённых занятий)
- 1990 — Последняя осень (эпизод)
- 1991 — Небеса обетованные (Витя, кореш Васи)